# Бонги, Руджеро
Руджеро Бонги (итал. Ruggiero Bonghi; 1826—1895) — итальянский учёный, филолог, философ, переводчик, публицист и политический деятель.

## Биография
Руджеро Бонги родился 20 марта 1826 года в городе Неаполе.
Первоначально Р. Бонги посвятил себя филологии (его переводы Платона до сих пор ценятся очень высоко), но потом обратился к политике и основал во Флоренции газету «Il Nazionale». Возбудив против себя подозрение правительства участием в революционных движениях 1848—1849 гг., он бежал из Неаполя со многими единомышленниками в Пьемонт и до 1869 жил на Лаго-Маджиоре в тесной дружбе с поэтом Алессандро Манцони и философом Антонио Розмини-Сербати.
В течение всего этого времени Руджеро Бонги ревностно предавался изучению философии, плодом чего явились его превосходный перевод «Метафизики» Аристотеля и Платоновских диалогов, а также сочинение «Lettere critiche sul perché la letteratura italiana nonépopolare in Italia» (3 изд. Милан, 1873 год). 

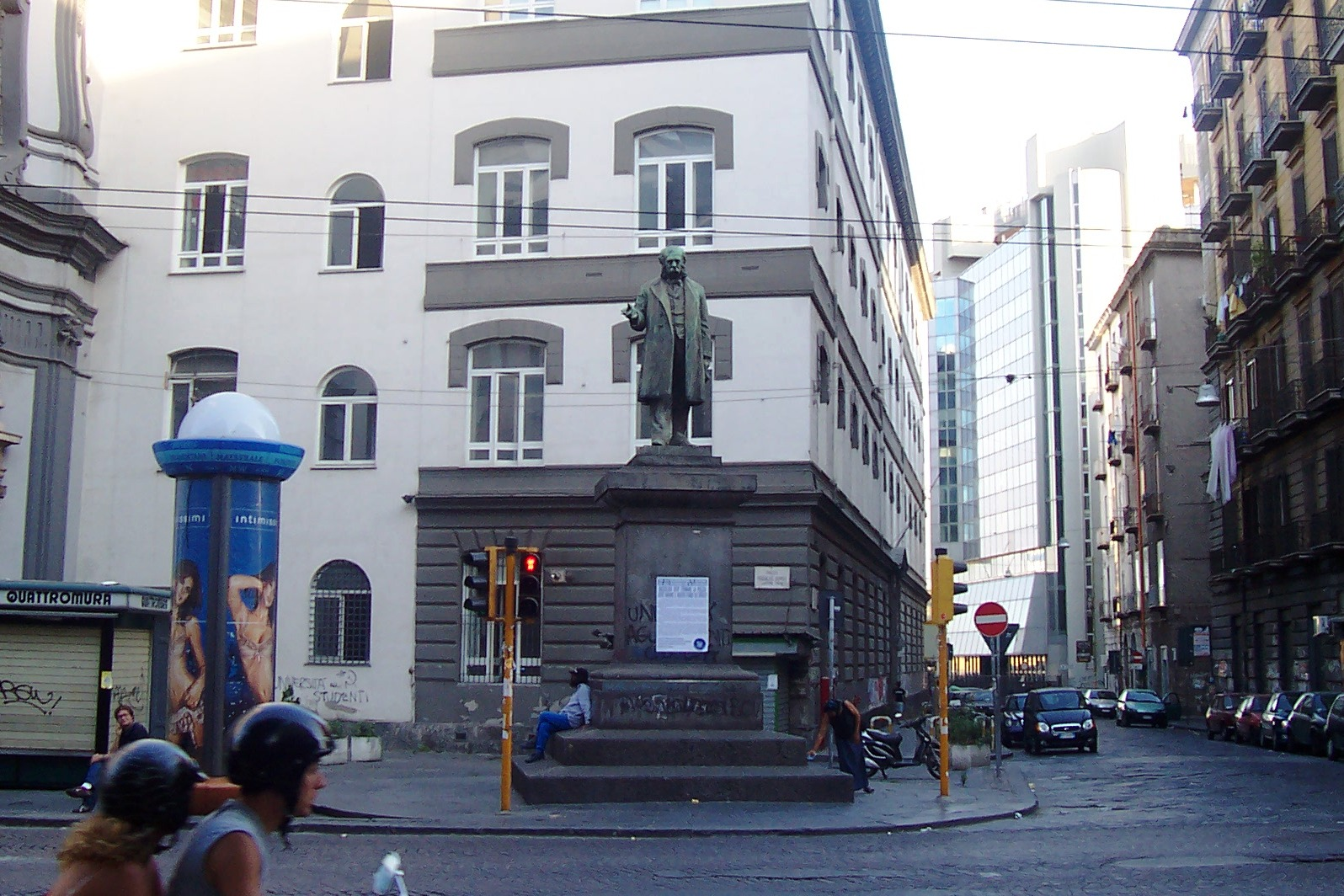
Бронзовая статуя Бонги в Неаполе

В 1859 он временно занимал кафедру философии в Павийском университете, в 1864 был профессором греческого языка в университете города Турина, с 1865 года профессором латинской литературы во Флорентийском университете, а с 1870 года преподавал историю в столичном университете.
Парламентская деятельность Бонги началась ещё в 1860 году, а в 1874—76 он был в кабинете Марко Мингети министром народного просвещения Италии и своими широкими реформами научного образования в стране нажил себе массу врагов.
В конце XIX — начале XX века на страницах Энциклопедического словаря Брокгауза и Ефрона говорилось, что Руджеро Бонги «один из самых трудолюбивых писателей Италии, человек с критическим и всесторонне развитым умом».
С 1867 он был руководителем миланской «Perseveranza» и с 1872 неаполитанской «Unita nazionale» и в 1881 году основал «Cultura»; кроме того, писал ежемесячную хронику для журнала «Nuova Antologia».
Руджеро Бонги скончался 22 октября 1895 года в городке Торре-дель-Греко на итальянском побережье Средиземного моря. После смерти Бонги, ему, в родном городе был установлен памятник.

## Избранная библиография
- «Perché la letteratura italiana non sia popolare in Italia» (1856);
- «Storia della finanza italiana» (Флоренция, 1864—68);
- «Frati, papi e ré» (Неаполь, 1873, собрание речей и статей);
- «Bibliografia storica di Roma antica» (1879);
- «Pio IX e il Papa futuro» (3 из. 1888);
- «Leone XIII e l’Italia» (1878);
- «Ritratti contemporanei: Cavour, Bismarck, Thiers» (1878);
- «Disraeli e Gladstone» (1882);
- «Arnoldo da Brescia» (1884);
- «Storia di Roma» (том I 1884, т. II, 1888).
- «Vita di Gesù» (1890)
- «I fatti miei e i miei pensieri - pagine del Diario» (посмертное издание, 1927 год).